# Rolwolk

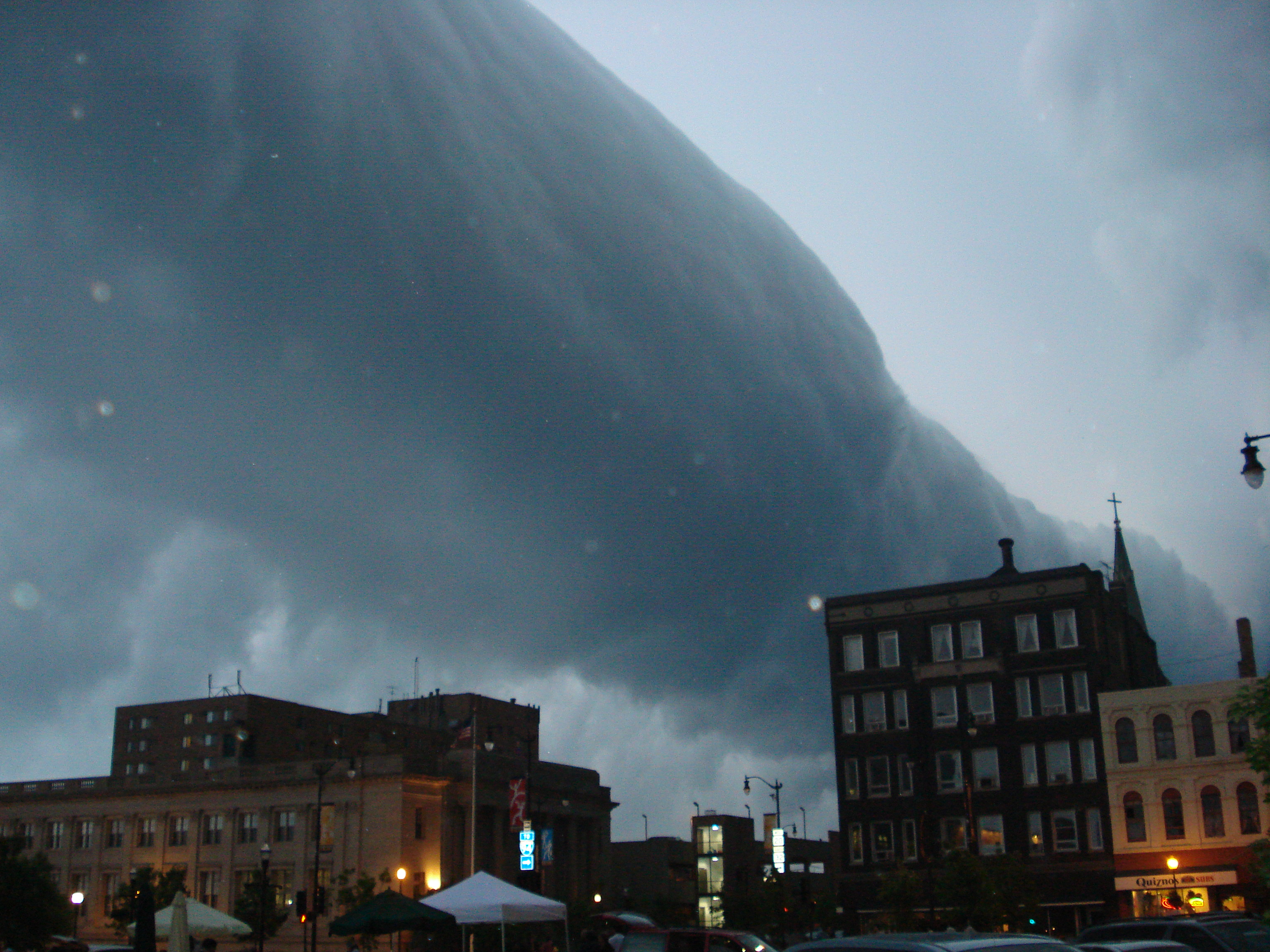
Rolwolk

Een rolwolk, ook wel boogwolk genoemd, (Cumulonimbus arcus) is een lage, horizontaal cilindervormige arcuswolk die geassocieerd kan worden met onweersbuien, of soms met een koufront. Rolwolken kunnen ook een teken zijn voor een mogelijke microburst.
Rolwolken zijn relatief zeldzaam. Ze verschillen van shelf clouds omdat rolwolken helemaal los staan van de basis van de onweersbui of van andere wolken. Meestal ‘rollen’ rolwolken om een horizontale as.
De rolwolk ontstaat wanneer koudere lucht die met de onweersbui meekomt vanaf enige hoogte, in aanraking komt met veel warmere lucht aan het aardoppervlak. De koude lucht drukt dan de warme vochtige lucht omhoog, waardoor de vochtige lucht condenseert en er een wolk ontstaat.
Deze wolken zijn meestal een teken voor noodweer.

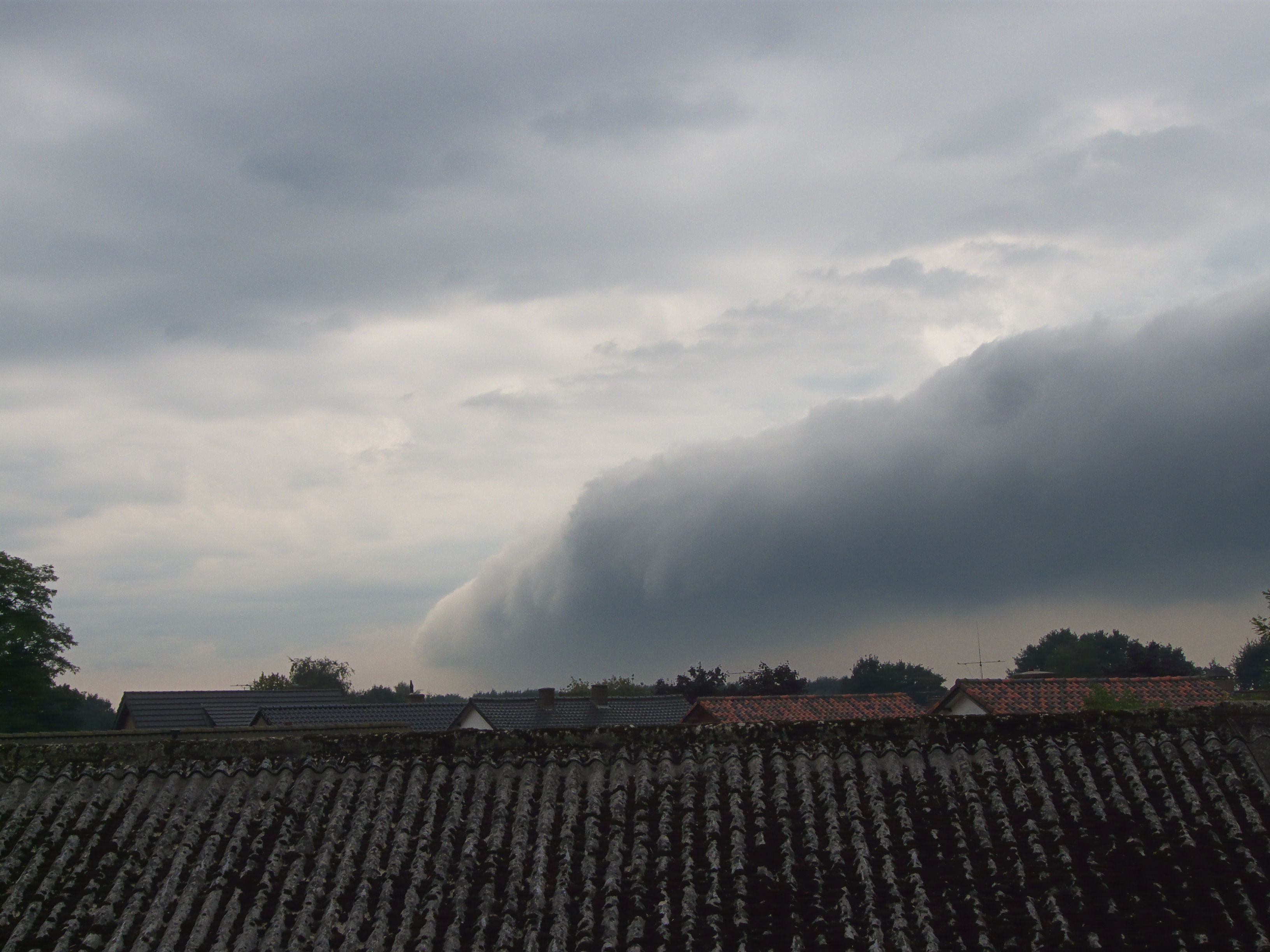
Rolwolk boven Garderen (rechts)
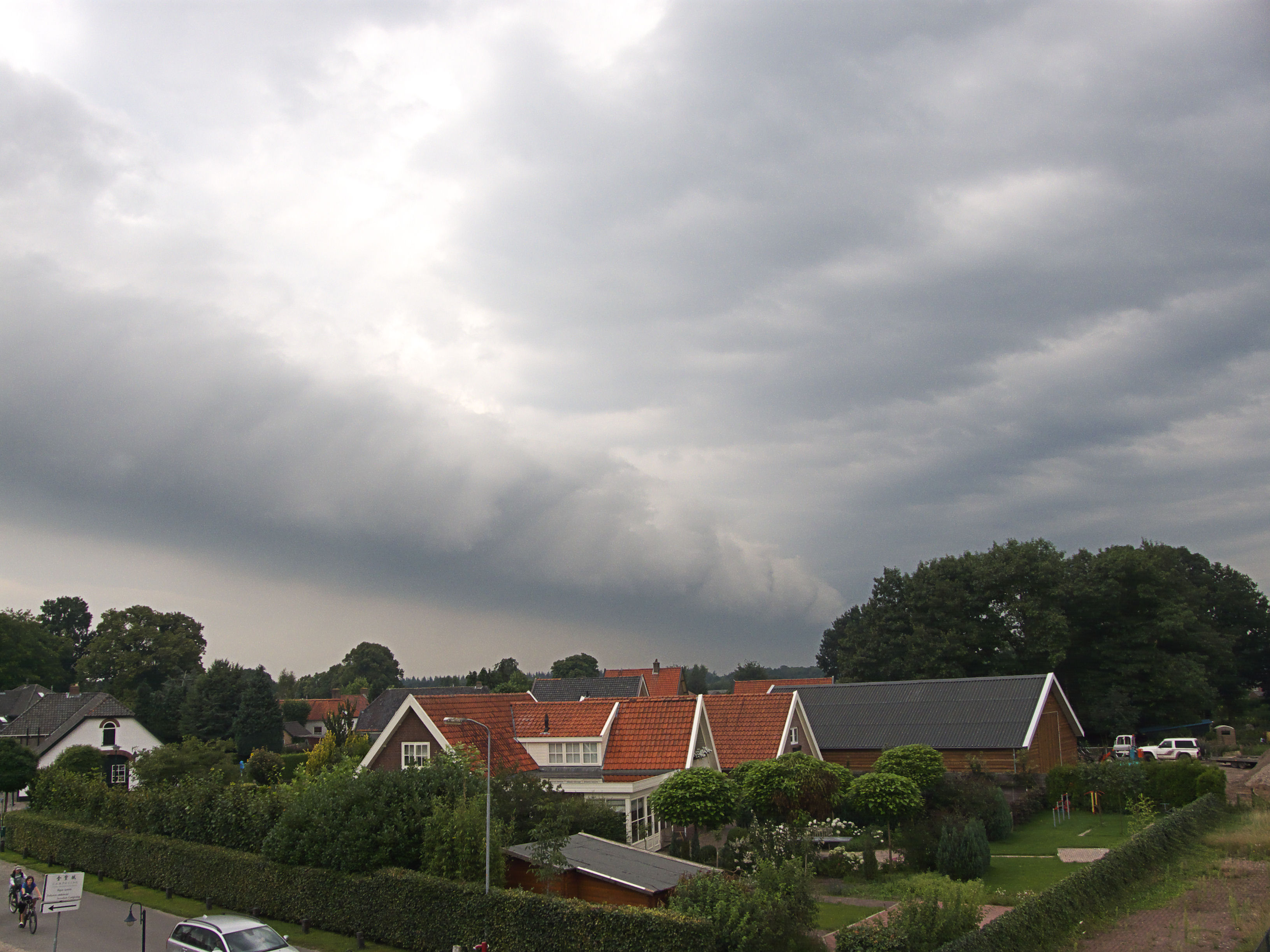
Rolwolk boven Garderen (links)
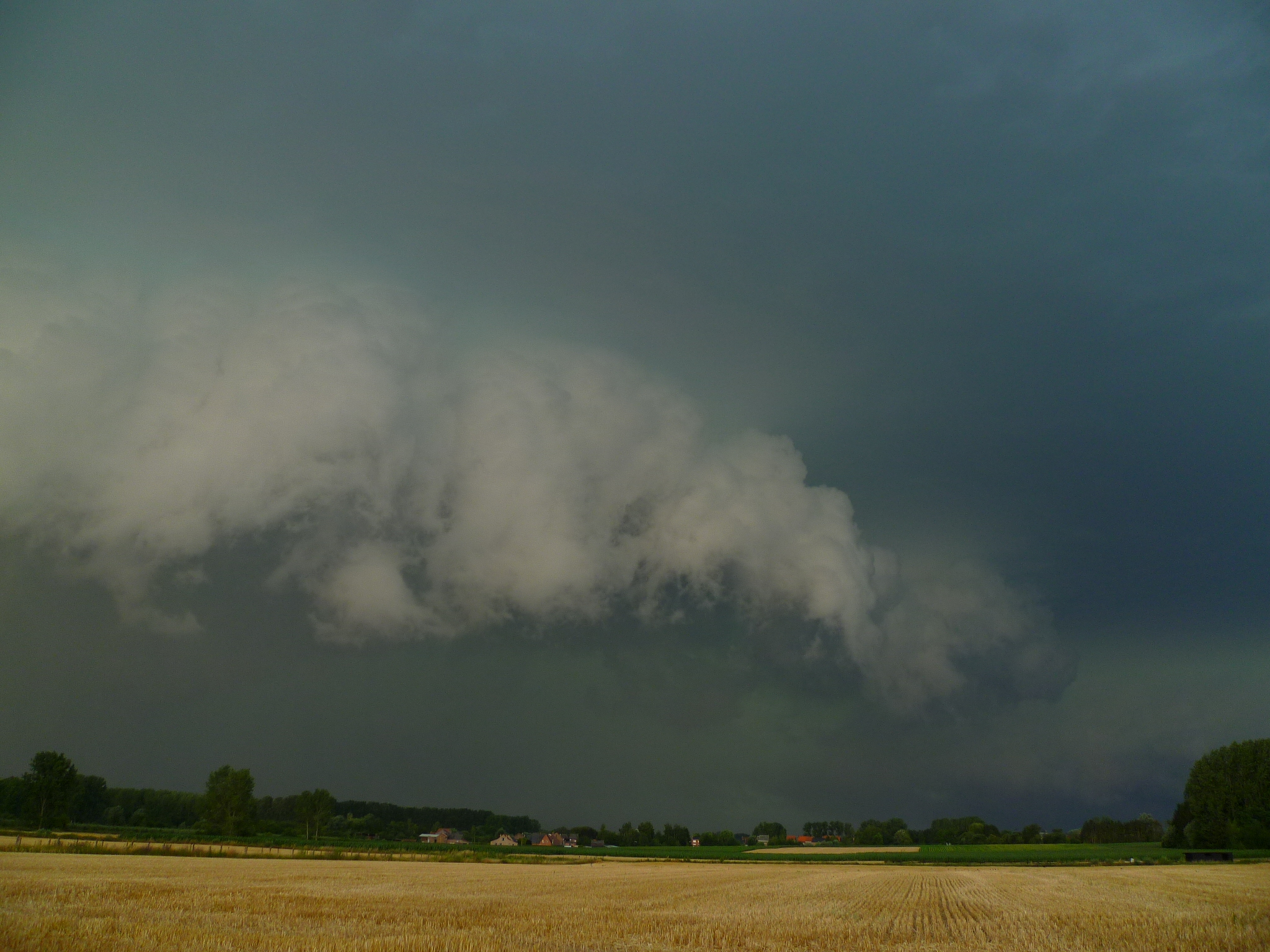
Rolwolk boven Neerlinter

## Culturele verwijzing
In het boek De schippers van de Kameleon wordt een rolwolk gezien als voorbode van een windhoos.